# Marsileaceae
Famille
La famille des Marsileaceae regroupe quelques espèces de fougères aquatiques.

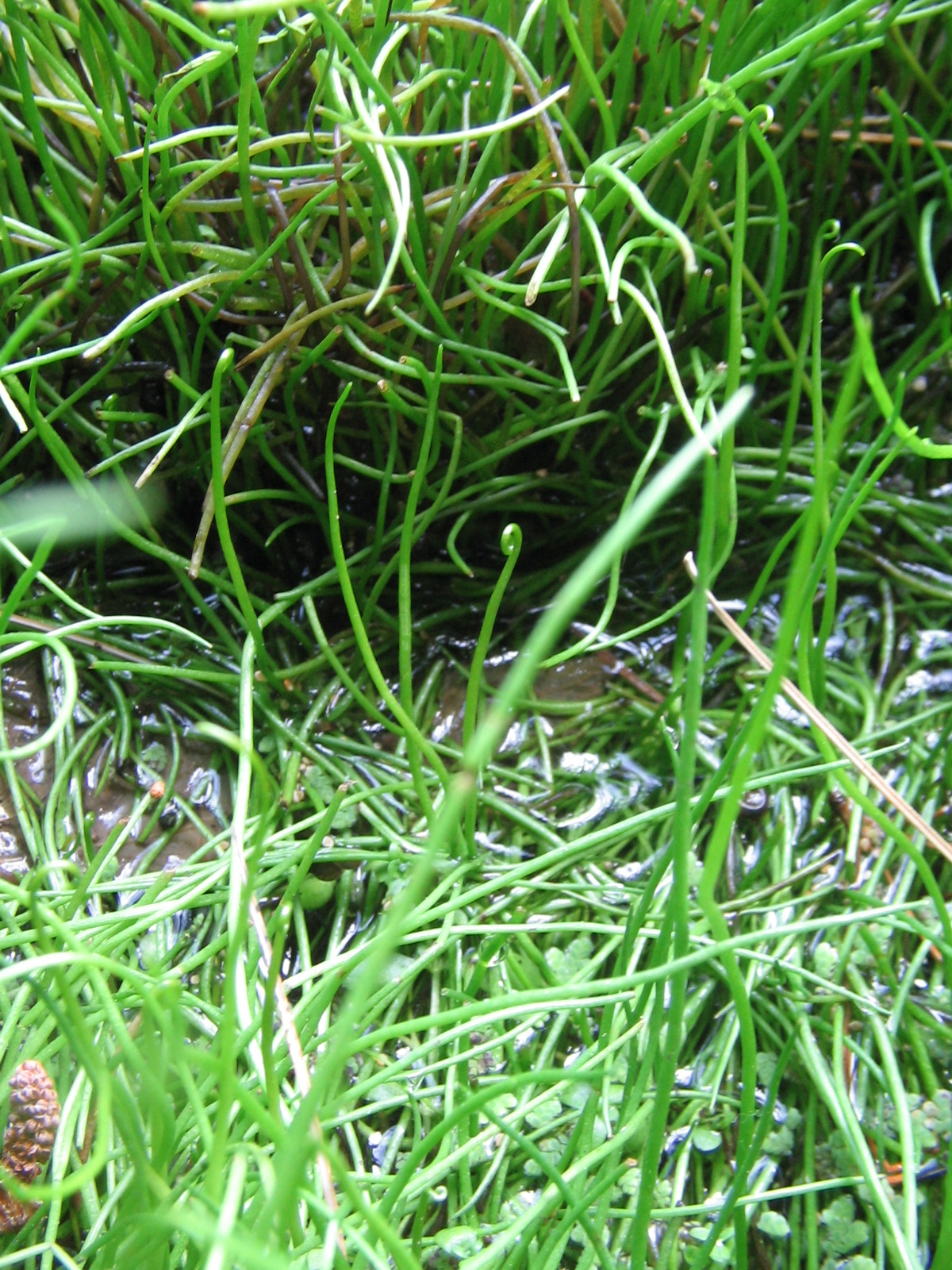
Pilularia globulifera.

## Étymologie
Le nom vient du genre type Marsilea, dont le nom est un hommage au mycologue italien Luigi Marsigli (1656–1730).

## Liste des genres
Selon Catalogue of Life (31 mars 2014) :
- Marsilea
- Pilularia
- Regnellidium

Selon GRIN (31 mars 2014) :
- Marsilea L.
- Pilularia L.
- Regnellidium Lindm.

Selon ITIS (31 mars 2014) :
- Marsilea L.
- Pilularia L.
- Regnellidium Lindm.

Selon NCBI (31 mars 2014) :
- Marsilea
- Pilularia

Selon Paleobiology Database (31 mars 2014) :
- Marsilea

Selon Tropicos (31 mars 2014) (Attention liste brute contenant possiblement des synonymes) :

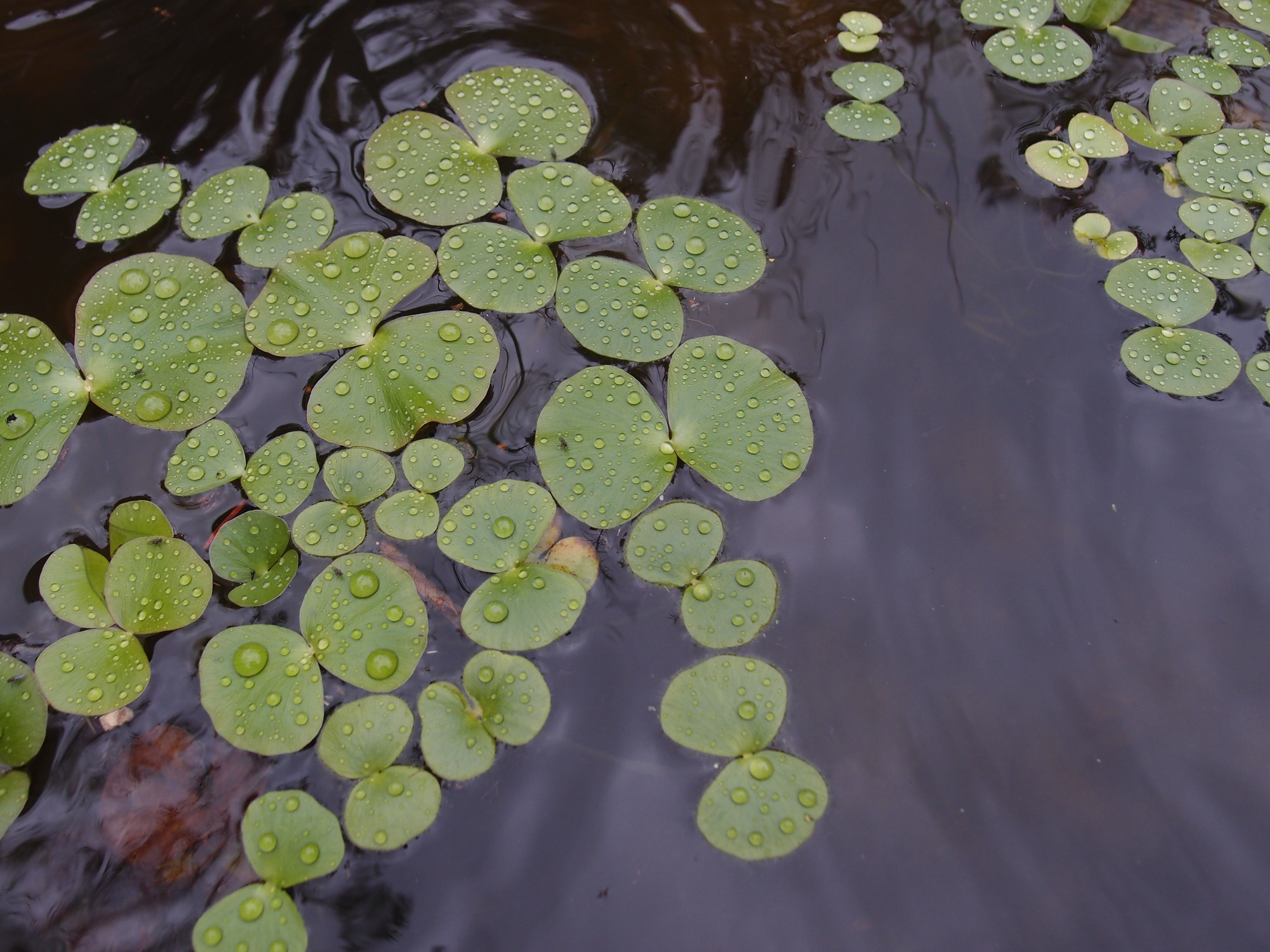
Regnellidium diphyllum au jardin jungle en Normandie

- Calamistrum L. ex Kuntze
- Regnellidium diphyllum au jardin jungle en NormandieLemma Adans.
- Lemma Juss.
- Marsiglia Raf.
- Marsilaea Neck.
- Marsilea L.
- Pilularia Willd.
- Pilularia L.
- Regnellidium Lindm.
- Spheroidia Dulac
- Zaluzanskya Neck. ex Hitchcock